# Maleye N'Doye
Maleye N'Doye (Dakar, 19 de agosto de 1980) es un jugador de baloncesto senegalés que actualmente pertenece a la plantilla del Paris-Levallois Basket de la Pro A, la máxima división francesa. Con 2,03 metros de altura puede jugar tanto en la posición de Escolta como en la de Alero. Es internacional absoluto con Senegal.

## High School
Se formó en el Washington College Academy, situado en Limestone, Tennessee.

## Universidad
Tras graduarse con Washington College Academy en el año 2000, se unió a los Paladins de la Universidad de Furman, situada en Greenville, Carolina del Sur, y donde estuvo hasta 2004.
En su primer año, su año freshman (2000-2001), jugó 26 partidos con un promedio de 3,5 puntos (50,6 % en tiros de 2) y 2,8 rebotes. 
En su segundo año, su año sophomore (2001-2002), jugó 30 partidos con un promedio de 6,1 puntos (50,6 % en tiros de 2), 4 rebotes y 1,1 asistencias.
En su tercer año, su año junior (2002-2003), jugó 25 partidos 816 como titular) con un promedio de 5,1 puntos (45,5 % en triples) y 2,7 rebotes en 18 min.
En su cuarto y último año, su año senior (2003-2004), se erigió como uno de los líderes del equipo, jugando 29 partidos (todos como titular) con un promedio de 16 puntos (50,7 % en tiros de 2 y 43,6 % en triples), 5,3 rebotes, 1,2 asistencias y 1 robo de balón en 31 min. A final de temporada fue elegido en el mejor quinteto de la Southern Conference por los entrenadores, en el segundo mejor quinteto de la Southern Conference por los medios y en el segundo mejor quinteto del torneo de la Southern Conference.
Terminó ese año en la Southern Conference como el 7.º en puntos por partido, el 6.º en tiros de 2 anotados (165) y el 6.º mejor % de tiros de campo (48 %) y el 8.º en total de puntos (465).
Disputó un total de 110 partidos entre las cuatro temporadas que jugó para los Furman Paladins, promediando 7,6 puntos, 3,7 rebotes y 1 asistencia.

## Trayectoria profesional

### Benfica
Tras no ser elegido en el Draft de la NBA de 2004, hizo un training camp con los Dallas Mavericks, pero no convenció. Vivió su primera experiencia como profesional en el Sport Lisboa e Benfica (baloncesto) portugués, club con el fichó para la temporada 2004-2005.
Con el conjunto portugués disputó 32 partidos en la Liga Portuguesa de Basquetebol y 10 en la Copa ULEB 2004-05, promediando 8,3 puntos (51,6 % en tiros de 2 y 38,1 % en triples), 2,8 rebotes, 1 asistencia y 1,3 robos de balón en liga, mientras que en Copa ULEB promedió 6,7 puntos y 2,5 rebotes en 22 min.

### JDA Dijon
El 3 de noviembre de 2005, firmó por el JDA Dijon francés hasta el final de la temporada 2005-2006, sustituyendo al alero estadounidense Jerry Williams. Estuvo en el club otros tres años más, hasta 2008.
En su primera temporada (2005-2006), ganó la Copa de baloncesto de Francia al derrotar en la final al Orléans Loiret Basket por 66-58 y fue elegido en el mejor quinteto de rookies de la Pro A. Jugó 27 partidos de liga y 2 de play-offs, promediando 10,6 puntos, 3,6 rebotes, 1,6 asistencias y 1,1 robos de balón en 27 min en liga, mientras que en play-offs promedió 10 puntos, 6 rebotes, 2,5 rebotes y 1 robo de balón en 34 min.
En su segunda temporada (2006-2007), ganó el Match des Champions al derrotar por 70-69 al Le Mans Sarthe Basket y jugó 34 partidos de liga y 12 de FIBA EuroCup. Se convirtió en una de las piezas claves del equipo, promediando en liga 13,8 puntos, 3,9 rebotes, 3,3 asistencias y 1,3 robos de balón en 33,8 min, mientras que en la FIBA EuroCup promedió 15,4 puntos (49,2 % en triples), 4,2 rebotes, 2,6 asistencias y 1,5 robos de balón en 36 min. Terminó en la FIBA EuroCup como el 8º en puntos por partido, el 4.º en % de triples, el 3.º en triples anotados por partido (2,6), el 7º en tiros de campo anotados (5,7) y el 3º en min por partido.
En su tercera y última temporada en Dijon (2007-2008), fue el máximo anotador del equipo y uno de los mejores exteriores de la Pro A. A pesar de que el equipo quedó 9.º y se quedó fuera de los play-offs, N'Doye tuvo unos excelentes números, jugando 30 partidos de liga con un promedio de 16,2 puntos (55,7 % en tiros de 2 y 38,9 % en triples), 4,9 rebotes, 2,2 asistencias y 1 robo de balón en 35,1 min. A final de temporada recibió una mención honorable Pro A por Eurobasket.com.
Disputó un total de 91 partidos de liga con el cuadro de la Borgoña entre las tres temporadas, promediando 13,5 puntos (50,1 % en tiros de 2 y 36,5 % en triples), 4,1 rebotes, 2,3 asistencias y 1,1 robos de balón en 32 min de media.
Formó parte junto con Amara Sy, del roster de los San Antonio Spurs en la NBA Summer League de 2008, pero no jugó ningún partido.

### Le Mans Sarthe Basket
En el verano de 2008, tras la marcha de Nicolas Batum a los Portland Trail Blazers, se fijó en él el Le Mans Sarthe Basket, firmándole un contrato por dos años.
En su primera temporada (2008-2009), ganó la Semaine des As tras derrotar en la final por 74-64 al Orléans Loiret Basket y la Copa de baloncesto de Francia por segunda vez, tras derrotar al SLUC Nancy por 79-65 en la final. Jugó 30 partidos de liga, 5 de play-offs y 10 de Euroliga, promediando 5,8 puntos, 2,8 rebotes y 1,6 asistencias en 21 min en liga, 2,6 puntos, 2,4 rebotes, 1,4 asistencias y 1 robo de balón en 16 min en play-offs y 5,8 puntos y 1,6 rebotes en 21,3 min en la Euroliga 2008-09.
En su segunda temporada (2009-2010), fue subcampeón de la Pro A, tras ser derrotado en la final por el Cholet Basket. Jugó 26 partidos de liga, 6 de play-offs y 12 de Eurocup, promediando en liga 6,8 puntos (55,4 % en tiros de 2), 2,9 rebotes y 1,4 asistencias en 26 min, en play-offs 10,7 puntos (48,1 % en triples), 3,5 rebotes, 1,7 asistencias y 1,7 robos de balón en 28 min y en la Eurocup 2009-10 8,2 puntos (64 % en tiros de 2 y 44,7 % en triples), 2,7 rebotes y 1,6 asistencias en 25 min.
Disputó un total de 56 partidos de liga y 12 de play-offs en las dos temporadas que estuvo en Le Mans, promediando 6,3 puntos (52,4 % en tiros de 2 y 36,2 % en triples), 2,8 rebotes y 1,5 asistencias en 23,5 min de media en liga, mientras que en play-offs promedió 6,6 puntos, 2,9 rebotes, 1,5 asistencias y 1,3 robos de balón en 22 min de media.

### Orléans Loiret Basket
En agosto de 2010, fichó por el Orléans Loiret Basket por dos años.
En su primera temporada (2010-2011), jugó 30 partidos de liga y 8 de EuroChallenge, promediando 8,1 puntos (54 % en tiros de 2 y 39,4 % en triples), 2,2 rebotes y 1,2 robos de balón en 23,3 min en liga, mientras que en EuroChallenge promedió 7,9 puntos (62,5 % en tiros de 2 y 41,9 % en triples), 1,9 rebotes y 1,8 asistencias en 21 min.
En su segunda temporada (2011-2012), jugó 30 partidos de liga y 5 de play-offs, promediando 8,7 puntos (51,7 % en tiros de campo con un fabuloso 48,4 % en triples y un 55,3 % en tiros de 2), 2,4 rebotes y 1,2 asistencias en 22 min en liga, mientras que en play-offs promedió 7 puntos, 2,4 rebotes y 1 robo de balón en 23 min. Terminó esa temporada con el mejor % de triples de la liga.
Disputó un total de 60 partidos de liga con el equipo del Loiret entre las dos temporadas, promediando 8,4 puntos (43,9 % en triples), 2,3 rebotes, 1 asistencia y 1 robo de balón en 22,5 min de media.

### Paris-Levallois Basket
En el verano de 2012, el Paris-Levallois Basket, anunció su fichaje por dos temporadas con opción a una tercera, ejecutando esa opción en julio de 2013. Renovó para la temporada 2015-2016, siendo desde la temporada 2014-2015 el capitán del equipo.
En su primera temporada (2012-2013), ganó por tercera vez la Copa de baloncesto de Francia, tras derrotar en la final al JSF Nanterre por 77-74. Jugó 29 partidos de liga y 15 de EuroChallenge, siendo derrotados por el Pınar Karşıyaka turco en cuartos de final. En liga promedió 5,2 puntos (40 % en triples) y 2,1 rebotes en 20 min, mientras que en EuroChallenge promedió 6,3 puntos (39,1 % en triples y 100 % en tiros libres) y 2,3 rebotes en 18,7 min.
En su segunda temporada (2013-2014), se alzó por segunda vez con el Match des Champions, al derrotar por 81-72 al JSF Nanterre. Jugó 30 partidos de liga, 3 de play-offs y 10 de Eurocup. En liga promedió 9,5 puntos, 2,7 rebotes y 1 asistencia en 25,5 min de media, en play-offs 3,7 puntos y 3,4 rebotes en 20,3 min y en la Eurocup 2013-14 9,1 puntos (59,5 % en tiros de 2), 2,5 rebotes, 1,1 asistencias y 1,2 robos de balón en 25,4 min.
En su tercera temporada (2014-2015), llegó a los cuartos de final de la Eurocup 2014-15, perdiendo ante el Banvit Basketbol Kulübü turco. Jugó 34 partidos de liga y 20 de Eurocup, promediando 5,7 puntos, 2 rebotes y 1,2 asistencias en 17,6 min en liga y 8,1 puntos (50,8 % en tiros de campo con un 58,3 % en tiros de 2 y un 43,3 % en triples), 1,9 rebotes y 1 asistencia en 17,5 min en la Eurocup 2014-15.
En su cuarta temporada (2015-2016), jugó 34 partidos de liga con un promedio de 6,4 puntos (38,2 % en triples y 73,1 % en tiros libres) y 2,2 rebotes en 19,5 min.

## Selección senegalesa
Es internacional absoluto con la selección de baloncesto de Senegal desde 2003, cuando disputó el AfroBasket 2003, celebrado en Alejandría, Egipto. Senegal quedó en 4.º lugar, tras perder 81-79 contra la anfitriona selección de baloncesto de Egipto en el partido por el bronce. 
N'Doye terminó como el máximo anotador de su selección con 14,6 puntos, compartiendo equipo con jugadores de la talla de Boniface N'Dong, Makhtar N'Diaye o Pape Sow.
Participó en el AfroBasket 2005, celebrado en Argel, Argelia. Senegal consiguió la medalla de plata, tras perder 70-61 en la final contra la selección de baloncesto de Angola, obteniendo así el billete directo al Campeonato Mundial de Baloncesto de 2006. Jugó 8 partidos con un promedio de 13 puntos, 3,8 rebotes, 1,2 asistencias y 1,7 robos de balón en 28,3 min de media, siendo el 2.º máximo anotador de su selección, el 5.º reboteador y el 4.º asistente. Finalizó en el AfroBasket 2005 como el 8.º máximo anotador y el 6.º en puntos totales (104).
Disputó el Campeonato Mundial de Baloncesto de 2006 celebrado en Japón, acabando Senegal en la 22.ª posición. Jugó 5 partidos con un promedio de 14,2 puntos (36 % en triples), 3,8 rebotes, 1 asistencias y 1,8 robos de balón en 31 min de media, siendo el máximo anotador de su selección, el 5.º reboteador y el 4.º asistente.
Participó en el AfroBasket 2007, celebrado en Luanda, Angola, donde Senegal quedó en 9.ª posición. Jugó 6 partidos con un promedio de 15,2 puntos (56 % en tiros de 2, 40 % en triples y 83,3 % en tiros libres), 4 rebotes, 2,5 asistencias y 1,3 robos de balón en 27 min de media, siendo el máximo anotador de su selección, el 5.º reboteador y el 2.º asistente. Finalizó en el AfroBasket 2007 como el 8.º máximo anotador, el 8.º en puntos totales (91) y el 8.º mejor % de tiros libres.
Disputó el AfroBasket 2009, celebrado entre Bengasi y Trípoli, Libia, donde Senegal quedó en 7.ª posición. Jugó 9 partidos con un promedio de 9,1 puntos (50 % en tiros de 2), 3,8 rebotes, 1,4 asistencias y 1,1 robos de balón en 21,6 min de media, siendo el 3º máximo anotador de su selección, el 4.º reboteador y el 5.º asistente.
Volvió a ser convocado en el año 2010 para disputar la fase de clasificación para el AfroBasket 2011, consiguiendo Senegal clasificarse.
Participó en el AfroBasket 2011, celebrado en Antananarivo, Madagascar, donde Senegal quedó en 5.ª posición. Jugó 6 partidos con un promedio de 8 puntos, 1,8 rebotes, 2,7 asistencias y 1 robo de balón en 27,5 min de media, siendo el 5.º máximo anotador de su selección y el 2.º asistente. Finalizó el AfroBasket 2011 con el mejor % de tiros libres (100 %).
Disputó el AfroBasket 2013, celebrado en Abiyán, Costa de Marfil, donde Senegal consiguió la medalla de bronce tras derrotar por 57-56 a la anfitriona selección de baloncesto de Costa de Marfil en el partido por el tercer puesto. De esta forma consiguieron su billete para la Copa Mundial de Baloncesto de 2014. Jugó 7 partidos con un promedio de 10 puntos (39,5 % en triples), 3,7 rebotes, 2 asistencias y 1 tapón en 26,1 min de media, siendo el máximo anotador de su selección, el 3.º reboteador y el 3.º asistente. Fue elegido en el mejor quinteto del torneo.
Participó en la Copa Mundial de Baloncesto de 2014 celebrada en España, donde Senegal quedó en 16.ª posición. Jugó 6 partidos con un promedio de 7,5 puntos (39,1 % en triples), 1,5 rebotes, 1 asistencia y 1,7 robos de balón en 29,8 min de media, siendo el 4.º máximo anotador de su selección y el 3.º asistente. Finalizó la Copa Mundial de Baloncesto de 2014 como el 9.º en robos.
Disputó el AfroBasket 2015, celebrado en Radès, Túnez, donde Senegal quedó en 4.ª posición tras perder por 82-73 contra la anfitriona selección de baloncesto de Túnez en el partido por el tercer puesto. Jugó 7 partidos con un promedio de 10,4 puntos (54,2 % en tiros de 2), 2,9 rebotes y 1,4 asistencias en 33,4 min de media, siendo el 3.º máximo anotador de su selección, el 5.º reboteador y el 4.º asistente. Finalizó en el AfroBasket 2015 como el 9.º en min por partido.